# Крепость Доброй Надежды
Крепость Доброй Надежды (англ. Castle of Good Hope; нидерл. Kasteel de Goede Hoop; африк. Kasteel die Goeie Hoop) — это бастионное укрепление, построенное европейцами в XVII веке в Южной Африке. Иногда именуется Кейптаунский Замок. Первоначально укрепление располагалось на береговой линии бухты Столовая . Однако после обширных работа по мелиорации, форт оказался вдали от побережья, в одном из районов Кейптауна. В 1936 году крепость была объявлена историческим памятником, а после реставрации в 1980-х годах считается лучшим сохранившимся примером форта голландской Ост-Индской компании.

## История

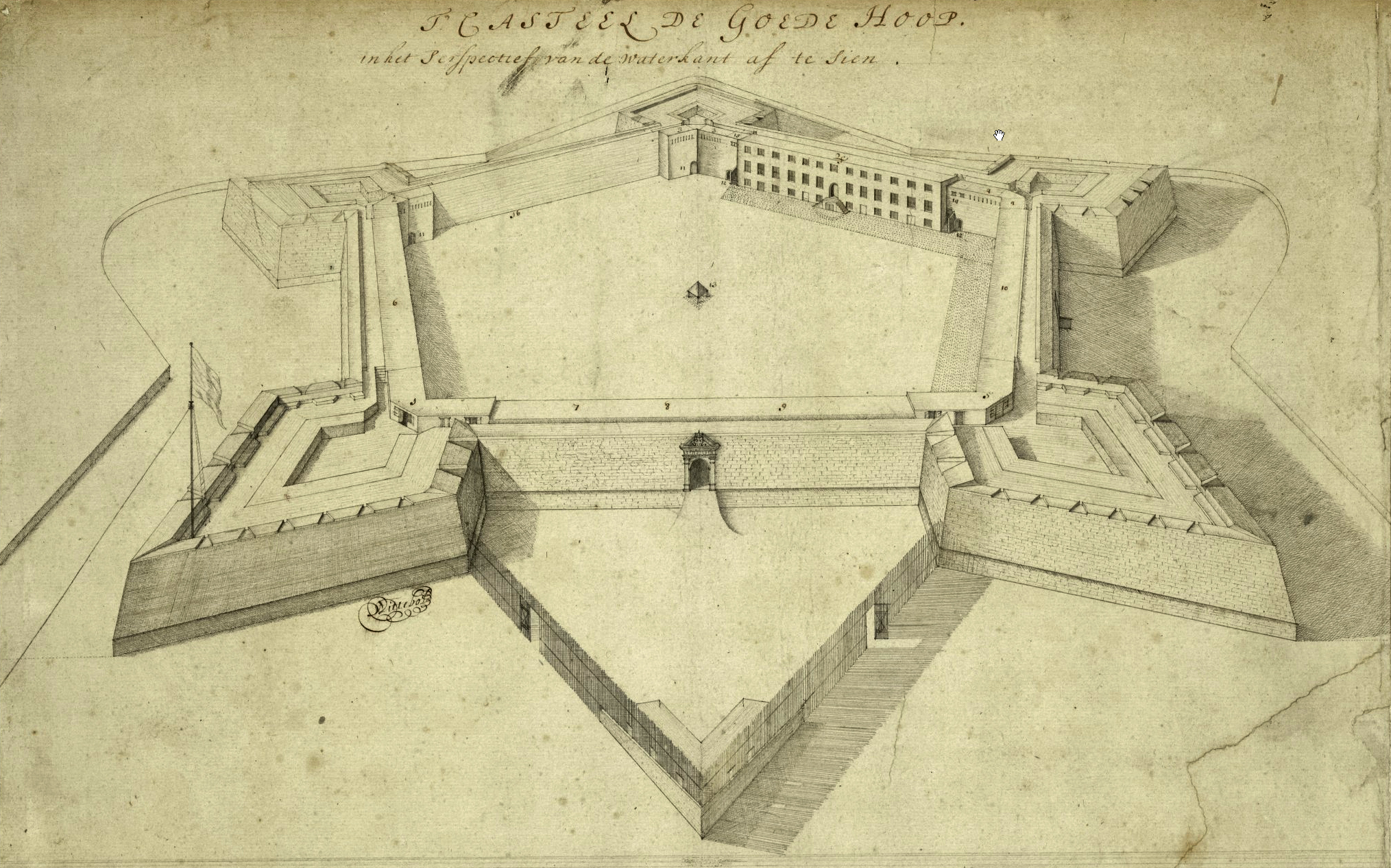
Рисунок крепости Доброй Надежды, сделанный в 1680 году

Крепость построена голландской Ост-Индской компанией между 1666 и 1679 годами. Это сооружение считается старейшим колониальным зданием в Южной Африке. Ранее на этом месте находился старый форт, воздвигнутый из глины и дерева Яном ван Рибеком по прибытии на мыс Доброй Надежды в 1652 году.
Форт должен был стать важным укреплённым поселением голландцев на долгом пути в Азию. Здесь корабли могли бы пополнить запасы продуктов, пресной воды и остановиться в безопасности для починки такелажа.
В течение 1664 года напряженность в отношениях между Великобританией и Нидерландами возрастала. Активно циркулировали слухи о грядущей войне. В том же году комиссар Исбранд Госке приказал командиру Захариасу Вагенаеру, преемнику Яна ван Рибека, построить пятиугольную каменную крепость.
Первый камень был заложен 2 января 1666 года. Работа шла медленно, так как голландская Ост-Индская компания не могла обеспечить устойчивое финансирование работ. 26 апреля 1679 года пять бастионов были закончены. Они получили название в честь главных титулов Вильгельма III Оранского: Лердам на западе, а далее (по часовой стрелке) Бюрен, Катценеленбоген, Нассау и Оранж. Названия этих бастионов перешли позднее на названия улиц в Кейптауне.
В крепости находились церковь, пекарня, различные мастерские, жилые помещения, склады, а также другие объекты. В 1684 году построена колокольня. Оригинальный колокол, самый старый в Южной Африке, был отлит в Амстердаме в 1697 году и весит чуть более 300 килограммов. Он использовался для предупреждения граждан в случае опасности (звук разносился на 10 километров). Он также был призван собирать жителей и солдат, когда нужно было сделать важные объявления.
Во время Англо-бурской войны (1899—1902 гг.) Часть крепости использовалась в качестве тюрьмы, а бывшие камеры сохранились до наших дней. Фриц Яуберт Дюквесн, позже известный как человек, который убил британского фельдмаршала Герберта Китченера, был одним из самых известных узников. Стены замка были чрезвычайно толстыми, но ночь за ночью Дюкейн выкапывал цемент вокруг камней железной ложкой. Он чуть не сбежал однажды ночью, но большой камень поскользнулся и придавил его в туннеле. На следующее утро охранник обнаружил его без сознания, но живым.

## Памятник истории
В 1936 году крепость объявлена историческим памятником. Это первый объект в Южной Африке, который получил подобный статус. Программа реставрации были завершена в течение 1980-х годов. В результате крепость считается лучшим сохранившимся примером форта голландской Ост-Индской компании.
Крепость служила в качестве местного штаба южноафриканской армии в Западно-Капской провинции. Поэтому в ней находится Военный музей и церемониальные сооружения для традиционных Капских полков. Замок также является домом Кейптаунского полка горцев, механизированной пехотной части.

Флаг Южно-Африканских сухопутных войск 1981—1994

## Важный символ
До замены в 2003 году узнаваемые контуры пятиугольной крепости использовались на флагах сил обороны ЮАР, а также служили для знаков отличия майоров и более высоких званий. Кроме того этот контур использовался как опознавательный знак на самолетах ВВС ЮАР.